# سارگیس گئورگیان
سارگیس گئورگیان (ارمنی: Սարգիս Գևորգի Գևորգյան؛ زاده ۲ مارس ۱۹۰۰ - درگذشته ۱۴ نوامبر ۱۹۷۱) فیلم‌برداری، کارگردان اپرا اهل ارمنستان بود.

## زندگی‌نامه
وی در ۱۵ مارس [سبک قدیمی: ۲ مارس] ۱۹۰۰ در ایروان در به دنیا آمد . وی همچنین برنده جوایزی همچون چهره هنری شایسته ارمنستان شوروی, جایزه دولتی ارمنستان شوروی(۱۹۷۰) شد. وی در ۱۴ نوامبر ۱۹۷۱ در سن ۷۱ سالگی در ایروان درگذشت.

## بخشی از فیلمشناسی
از فیلم‌ها یا برنامه‌های تلویزیونی که وی در آن نقش داشته‌است می‌توان به آثار زیر اشاره کرد.
- سیل کوهستانی (۱۹۳۹)
- نازار شجاع (فیلم) (۱۹۴۰)
- برای شرف (فیلم) (۱۹۵۶)
- قلب مادر (۱۹۵۸)